# Sei Silau Tua
Sei Silau Tua is een bestuurslaag in het regentschap Asahan van de provincie Noord-Sumatra, Indonesië. Sei Silau Tua telt 1465 inwoners (volkstelling 2010).